# San Diego (Madrid)
San Diego és un barri del districte de Puente de Vallecas, a Madrid. Té una superfície de 106,99 hectàrees i una població de 43.145 habitants (2009). Limita al nord amb els barris d'Atocha (Arganzuela) i Adelfas (districte de Retiro), a l'oest amb Numancia, a l'est amb Entrevías i al sud amb Palomeras Bajas. Està delimitat per l'Avinguda de l'Albufera (al nord), l'Avinguda de la Paz, les vies del ferrocarril (a l'est) i el carrer Manuel Laguna (al sud).